# 上原拓郎
上原 拓郎（うえはら たくろう、1991年7月8日 - ）は、北海道出身のサッカー選手。ポジションは、ミッドフィールダー。台中Futuro所属。

## 来歴

### ユース時代
地元札幌のクラブチームアンフィニMAKI.FCU-12、U-15を経て、中学卒業後はコンサドーレ札幌U-18に入団した。札幌U-18時代の同期には古田寛幸、工藤光輝がいる。3年生時には主将を務め日本クラブユースサッカー選手権 (U-18)大会に出場しグループリーグ敗退となったものの、扇原貴宏、杉本健勇らを擁しこの大会で優勝するC大阪U-18を相手に唯一勝利を収める など、中心選手として活躍していたがトップチーム昇格は適わず、高校卒業後は北海道教育大学岩見沢校に進学した。

### 北海道教育大学岩見沢校
大学進学後は早くからレギュラーの座を掴み、大学2年生時には主力選手として第91回天皇杯に北海道代表として出場。同校の同大会初出場の原動力となった。1回戦では大阪体育大学と対戦し同点のまま迎えたPK戦でキッカーを任されるなど勝利に貢献。2回戦まで駒を進めた。4年生になると主将を務め第93回天皇杯に2年ぶりとなる出場を果たした。同大会史上初の北海道勢対決 となった2回戦では、自身がかつてユースチームに在籍し、後に入団する事になるコンサドーレ札幌と対戦し敗れたものの試合序盤はJクラブを相手に善戦した。そうした活躍が認められ2013年10月7日に札幌が上原の獲得を発表。札幌U-18出身の選手が大学経由でトップチームと契約を結ぶのは、前年の松本怜大、同期でこの年に特別指定選手に登録された工藤光輝に次いで3例目。北海道内の国公立大学出身者として初のJリーガーとなった。

### コンサドーレ札幌
2014年シーズン前半戦はボランチや左サイドバックの主力として活躍したが、バルバリッチ監督体制になると構想外となり、ベンチ入りに留まった。
同シーズン末に、新加入後わずか1年での契約満了での退団 となったが、公式リリース直後にオファーをしたというロアッソ熊本への完全移籍が2014年12月1日に発表された。

### ロアッソ熊本
2015年シーズン序盤はなかなか試合出場機会を得ることが出来ず、主に左サイドバックでの起用が多かったが、シーズン後半に髙柳一誠からボランチの座を奪取して試合出場数を伸ばし、チームの後半戦躍進に貢献した。2016シーズンも主力としてプレーしたが次第に出番を失い、
2018年シーズンをもって契約満了となり退団。
同年12月12日、フクダ電子アリーナで行われたJリーグ合同トライアウトに出場した。

### FC今治
2019年1月5日、JFLのFC今治に加入することが発表された。
2023年12月5日、今治退団を発表。

### 台中Futuro
2024年、台中Futuroに移籍。。

## プレースタイル
コンサドーレ札幌の獲得発表時の公式リリースでは、守備的なポジションならどこでもこなすユーティリティな能力と強いキャプテンシーも魅力のプレーヤーと評しており、上原自身も「自分のウリであるキャプテンシーの部分は負けないと思います」とコメントしている。

## 所属クラブ
- アンフィニMAKI.FCU-12 (札幌市立二条小学校)
- アンフィニMAKI.FCU-15 (札幌市立啓明中学校)
- 2007年 - 2009年 コンサドーレ札幌U-18 (札幌光星高等学校)
- 2010年 - 2013年 北海道教育大学岩見沢校
- 2014年  コンサドーレ札幌
- 2015年 - 2018年  ロアッソ熊本
- 2019年 - 2023年  FC今治
- 2024年 -  台中Futuro

## 個人成績
| 国内大会個人成績 | 国内大会個人成績 | 国内大会個人成績 | 国内大会個人成績 | 国内大会個人成績 | 国内大会個人成績 | 国内大会個人成績 | 国内大会個人成績 | 国内大会個人成績 | 国内大会個人成績 | 国内大会個人成績 | 国内大会個人成績 |
| 年度             | クラブ           | 背番号           | リーグ           | リーグ戦         | リーグ戦         | リーグ杯         | リーグ杯         | オープン杯       | オープン杯       | 期間通算         | 期間通算         |
| 年度             | クラブ           | 背番号           | リーグ           | 出場             | 得点             | 出場             | 得点             | 出場             | 得点             | 出場             | 得点             |
| 日本             | 日本             | 日本             | 日本             | リーグ戦         | リーグ戦         | リーグ杯         | リーグ杯         | 天皇杯           | 天皇杯           | 期間通算         | 期間通算         |
| ---------------- | ---------------- | ---------------- | ---------------- | ---------------- | ---------------- | ---------------- | ---------------- | ---------------- | ---------------- | ---------------- | ---------------- |
| 2011             | 岩教大           | 22               | -                | -                | -                | -                | -                | 2                | 0                | 2                | 0                |
| 2013             | 岩教大           | 8                | -                | -                | -                | -                | -                | 2                | 0                | 2                | 0                |
| 2014             | 札幌             | 33               | J2               | 13               | 0                | -                | -                | 2                | 0                | 15               | 0                |
| 2015             | 熊本             | 33               | J2               | 15               | 1                | -                | -                | 2                | 0                | 17               | 1                |
| 2016             | 熊本             | 22               | J2               | 28               | 0                | -                | -                | 2                | 0                | 30               | 0                |
| 2017             | 熊本             | 22               | J2               | 15               | 0                | -                | -                | 1                | 0                | 16               | 0                |
| 2018             | 熊本             | 22               | J2               | 11               | 0                | -                | -                | 1                | 0                | 12               | 0                |
| 2019             | 今治             | 22               | JFL              | 23               | 3                | -                | -                | -                | -                | 23               | 3                |
| 2020             | 今治             | 22               | J3               | 33               | 2                | -                | -                | -                | -                | 33               | 2                |
| 2021             | 今治             | 22               | J3               | 24               | 1                | -                | -                | 1                | 0                | 25               | 1                |
| 2022             | 今治             | 22               | J3               | 30               | 1                | -                | -                | 1                | 0                | 31               | 1                |
| 2023             | 今治             | 22               | J3               | 7                | 0                | -                | -                | 0                | 0                | 7                | 0                |
| 通算             | 日本             | 日本             | J2               | 82               | 1                | -                | -                | 8                | 0                | 90               | 1                |
| 通算             | 日本             | 日本             | J3               | 94               | 4                | -                | -                | 2                | 0                | 96               | 4                |
| 通算             | 日本             | 日本             | JFL              | 23               | 3                | -                | -                | -                | -                | 23               | 3                |
| 通算             | 日本             | 日本             | 他               | -                | -                | -                | -                | 4                | 0                | 4                | 0                |
| 総通算           | 総通算           | 総通算           | 総通算           | 199              | 8                | -                | -                | 14               | 0                | 213              | 8                |

- Jリーグ初出場 - 2014年3月2日 J2第1節 対ジュビロ磐田戦 (ヤマハスタジアム)
- Jリーグ初得点 - 2015年11月1日 J2第39節 対セレッソ大阪戦（キンチョウスタジアム）